# Palermo Football Club 1932-1933
Questa voce raccoglie le informazioni riguardanti il Palermo Football Club nelle competizioni ufficiali della stagione 1932-1933.

## Stagione
Il Palermo arriva in Serie A dopo un torneo cadetto che l'ha vista arrivare prima, anche grazie ai gol di Carlo Radice.
La stagione comincia con molto entusiasmo, nonostante una sconfitta e due pareggi nelle prime tre gare. La prima vittoria arriverà solo alla quarta giornata contro la Triestina (1-0). Durante la stagione, il Palermo riceverà anche sonore sconfitte come contro il Padova, la Juventus due volte, l'Ambrosiana Inter e il Bologna, ma riuscirà nell'impresa di battere il Milan e di fare il double con il Torino. La peggiore sconfitta sarà quella del 20 novembre 1932 contro il Genova 1893 (7-2), con reti del Palermo di Antonio Blasevich.
Al termine della stagione si classificherà tredicesimo, salvandosi dalla retrocessione con tranquillità. Uomo della stagione risulterà l'anziano Giovanni Chiecchi, mentre Carlo Radice non riuscirà a mantenere la sua posizione di leader dell'attacco (reparto che comunque risulterà alquanto anemico).
Il primo gol in Serie A della storia palermitana lo segna Américo Ruffino, nel pareggio terminato 1-1 in trasferta contro la Lazio alla seconda giornata.

## Rosa
| N. |                       | Ruolo | Calciatore          |
| -- | --------------------- | ----- | ------------------- |
|    | Italia (bandiera)     | P     | Archimede Valeriani |
|    | Italia (bandiera)     | P     | Giovanni Panetta    |
|    | Italia (bandiera)     | D     | Plinio Paolini      |
|    | Italia (bandiera)     | D     | Guglielmo Piantoni  |
|    | Italia (bandiera)     | D     | Gennaro Santillo    |
|    | Italia (bandiera)     | D     | Alessandro Gambino  |
|    | Italia (bandiera)     | D     | Luigi Ziroli        |
|    | Italia (bandiera)     | D     | Aimone Lo Prete     |
|    | Uruguay (bandiera)    | D     | Maximiliano Faotto  |
|    | Italia (bandiera)     | C     | Luigi Ingrassia     |
|    | Italia (bandiera)     | C     | Luigi Ziroli        |
|    | Jugoslavia (bandiera) | C     | Antonio Blasevich   |
|    | Italia (bandiera)     | C     | Pietro Bazan        |

| N. |                      | Ruolo | Calciatore                 |
| -- | -------------------- | ----- | -------------------------- |
|    | Italia (bandiera)    | C     | Francesco Paolo De Rosalia |
|    | Italia (bandiera)    | C     | Ettore Banchero            |
|    | Italia (bandiera)    | C     | Giuseppe Moncada           |
|    | Italia (bandiera)    | C     | Guglielmino Casaro         |
|    | Italia (bandiera)    | C     | Renato Nigiotti            |
|    | Uruguay (bandiera)   | A     | Héctor Scarone             |
|    | Italia (bandiera)    | A     | Carlo Radice               |
|    | Argentina (bandiera) | A     | Américo Ruffino            |
|    | Italia (bandiera)    | A     | Giovanni Chiecchi          |
|    | Italia (bandiera)    | A     | Giuseppe Tinaglia          |
|    | Argentina (bandiera) | A     | Domingo Ferraris           |
|    | Italia (bandiera)    | A     | Quinto Miotti              |
|    | Italia (bandiera)    | A     | Leonida Lucchetta          |

## Calciomercato
| Acquisti | Acquisti           | Acquisti   | Acquisti |
| R.       | Nome               | da         | Modalità |
| -------- | ------------------ | ---------- | -------- |
| C        | Gennaro Santillo   | Spezia     | -        |
| C        | Alessandro Gambino | Pistoiese  | -        |
| A        | Héctor Scarone     | Ambrosiana | -        |
| A        | Giovanni Chiecchi  | Fiorentina | -        |

| Cessioni | Cessioni          | Cessioni  | Cessioni |
| R.       | Nome              | a         | Modalità |
| -------- | ----------------- | --------- | -------- |
| D        | Carlo Barbieri    | Mantova   | -        |
| A        | Ermenegildo Negri | Termitana | -        |

## Risultati

### Serie A

#### Girone di andata
| Arbitro: | Bertoli (Vicenza) |

|                          |           |  |
| Depetrini 50’ Degara 57’ | Marcatori |  |

| Arbitro: | Gonani (Ravenna) |

|             |           |             |
| Fantoni 41’ | Marcatori | 46’ Ruffino |

| Palermo 2 ottobre 1932 3ª giornata | Palermo                | 0 – 0 referto | Bologna | Stadio del Littorio\| Arbitro: \| Bevilacqua (Viareggio) \| |
| Arbitro:                           | Bevilacqua (Viareggio) |               |         |                                                             |

| Arbitro: | Ferorelli (Napoli) |

|             |           |  |
| Ruffino 39’ | Marcatori |  |

| Arbitro: | Casati (Como) |

|  |           |             |
|  | Marcatori | 70’ Scarone |

| Milano 23 ottobre 1932 6ª giornata | Milan | 2 – 1 referto | Palermo |  |

| Palermo 6 novembre 1932 7ª giornata | Palermo | 1 – 1 referto | Alessandria |  |

| Palermo 14 novembre 1932 8ª giornata | Palermo | 0 – 2 referto | Roma |  |

| Genova 20 novembre 1932 9ª giornata | Genova 1893 | 7 – 2 referto | Palermo |  |

| Padova 4 dicembre 1932 10ª giornata | Padova | 3 – 0 referto | Palermo |  |

| Palermo 11 dicembre 1932 11ª giornata | Palermo | 1 – 0 referto | Bari |  |

| Palermo 18 dicembre 1932 12ª giornata | Palermo | 2 – 1 referto | Pro Patria |  |

| Milano 8 gennaio 1933 13ª giornata | Ambrosiana-Inter | 5 – 1 referto | Palermo |  |

| Casale Monferrato 25 gennaio 1933 14ª giornata | Casale | 2 – 1 referto | Palermo |  |

| Firenze 22 gennaio 1933 15ª giornata | Fiorentina | 1 – 0 referto | Palermo |  |

| Palermo 29 gennaio 1933 16ª giornata | Palermo | 1 – 0 referto | Napoli |  |

| Palermo 5 febbraio 1933 17ª giornata | Palermo | 0 – 2 referto | Juventus |  |

#### Girone di ritorno
| Palermo 19 febbraio 1933 18ª giornata | Palermo | 1 – 1 referto | Pro Vercelli |  |

| Palermo 26 febbraio 1933 19ª giornata | Palermo | 2 – 1 referto | Lazio |  |

| Bologna 5 marzo 1933 20ª giornata | Bologna | 3 – 0 referto | Palermo |  |

| Trieste 12 marzo 1933 21ª giornata | Triestina | 2 – 0 referto | Palermo |  |

| Palermo 19 marzo 1933 22ª giornata | Palermo | 1 – 0 referto | Torino |  |

| Palermo 26 marzo 1933 23ª giornata | Palermo | 1 – 0 referto | Milan |  |

| Alessandria 9 aprile 1933 24ª giornata | Alessandria | 0 – 0 referto | Palermo |  |

| Roma 16 aprile 1933 25ª giornata | Roma | 3 – 0 referto | Palermo |  |

| Palermo 23 aprile 1933 26ª giornata | Palermo | 1 – 1 referto | Genova 1893 |  |

| Palermo 30 aprile 1933 27ª giornata | Palermo | 3 – 0 referto | Padova |  |

| Bari 21 maggio 1933 28ª giornata | Bari | 1 – 1 referto | Palermo |  |

| Busto Arsizio 25 maggio 1933 29ª giornata | Pro Patria | 2 – 3 referto | Palermo |  |

| Palermo 28 maggio 1933 30ª giornata | Palermo | 0 – 2 referto | Ambrosiana |  |

| Palermo 4 giugno 1933 31ª giornata | Palermo | 1 – 0 referto | Casale |  |

| Palermo 11 giugno 1933 32ª giornata | Palermo | 1 – 3 referto | Fiorentina |  |

| Napoli 18 giugno 1933 33ª giornata | Napoli | 5 – 0 referto | Palermo |  |

| Torino 15 giugno 1933 34ª giornata | Juventus | 5 – 0 referto | Palermo |  |

## Statistiche

### Statistiche di squadra
| Competizione | Punti | In casa | In casa | In casa | In casa | In casa | In casa | In trasferta | In trasferta | In trasferta | In trasferta | In trasferta | In trasferta | Totale | Totale | Totale | Totale | Totale | Totale | DR  |
| Competizione | Punti | G       | V       | N       | P       | Gf      | Gs      | G            | V            | N            | P            | Gf           | Gs           | G      | V      | N      | P      | Gf     | Gs     | DR  |
| ------------ | ----- | ------- | ------- | ------- | ------- | ------- | ------- | ------------ | ------------ | ------------ | ------------ | ------------ | ------------ | ------ | ------ | ------ | ------ | ------ | ------ | --- |
| Serie A      | 29    | 17      | 9       | 4       | 4       | 17      | 14      | 17           | 2            | 3            | 12           | 11           | 44           | 34     | 11     | 7      | 16     | 28     | 58     | -30 |

### Statistiche dei giocatori
| Giocatore     | Serie A  | Serie A |
| Giocatore     | Presenze | Reti    |
| ------------- | -------- | ------- |
| E. Banchero   | 23       | 3       |
| P. Bazan      | 1        | 0       |
| A. Blasevich  | 27       | 2       |
| G. Casaro     | 1        | 0       |
| G. Chiecchi   | 29       | 8       |
| F. De Rosalia | 3        | 0       |
| M. Faotto     | 9        | 0       |
| A. Gambino    | 6        | 0       |
| L. Ingrassia  | 25       | 0       |
| A. Lo Prete   | 12       | 0       |
| Q. Miotti     | 16       | 0       |
| R. Nigiotti   | 4        | 0       |
| G. Panetta    | 2        | -10     |
| P. Paolini    | 18       | 0       |
| G. Piantoni   | 23       | 0       |
| C. Radice     | 24       | 5       |
| A. Ruffino    | 30       | 5       |
| G. Santillo   | 33       | 0       |
| H. Scarone    | 29       | 4       |
| G. Tinaglia   | 1        | 0       |
| A. Valeriani  | 32       | -48     |
| L. Ziroli     | 26       | 1       |